# Концентрационное переохлаждение
Концентрационным переохлаждением (КП) называют явление, которое возникает при направленной кристаллизации расплава, содержащего примесь, и заключающееся в том, что в результате перераспределения примеси в расплаве перед фронтом кристаллизации образуется некий слой, в пределах которого расплав оказывается переохлаждённым. Этот участок расплава называется зоной КП.
Кажущаяся сложность явления КП, отчасти, обусловлена тем, что при его определении трудно обойтись без таких специфических понятий как направленная кристаллизация, перераспределение примеси и др. Этими понятиями оперируют специалисты по росту кристаллов из расплава. Понимание явления КП затруднено ещё и тем, что учение о нём основано фактически на модельных представлениях.
Зону КП нельзя увидеть, как невозможно визуально отличить переохлаждённую жидкость от обычной. Величину КП нельзя измерить, как измеряют обычное переохлаждение с помощью термометра. Казалось бы, есть всего лишь убедительное объяснение причины ячеистого роста кристаллов. Тем не менее, КП расплава — такая же реальность, как и обычное переохлаждение жидкости. И его можно изучать при помощи моделирования с привлечением аналитических и численных расчётов.

## Переохлаждённая жидкость
Очевидно, КП является одной из разновидностей более общего явления — переохлаждения жидкости (расплава). Жидкость, как правило, называют расплавом, когда имеют дело с веществом, которое плавится при температуре, превышающей комнатную. Олово, например, относят к легкоплавким металлам, но в то же время точка его плавления (232 °C) гораздо превышает комнатную температуру. Поэтому жидкое олово называют расплавом, а воду - жидкостью, но не расплавом льда.
Переохлаждённая жидкость (ПЖ) — жидкость, имеющая температуру ниже температуры кристаллизации (затвердевания) при данном давлении. Насколько кратко это определение, настолько требует дополнительных пояснений. Действительно, здравый смысл подсказывает, что если выставить на мороз воду, она наверняка замерзнет при температуре, никак не превышающей ту, при которой она была ещё в жидком состоянии.
Значит, при испытании жидкости на предмет её переохлаждения надо её фактическую температуру T сравнить с некой температурой затвердевания T0, значение которой получено в отдельном испытании при соблюдении определённых условий. Одним из таких условий является равновесие по отношению к взаимному превращению жидкой и твёрдой фаз.
Применительно к воде вышесказанное означает следующее. Если при оттепели на дворе измерить температуру не полностью растаявшего комка снега (ни снег, ни вода, но «кашица»), то окажется, что его температура равна нулю градусов по Цельсию. То есть для воды в этих условиях T = T0 = 0 °C. В другой из дней во время заморозка может оказаться, что тот же градусник, опущенный в лужу с водой, покажет температуру T < 0 °C. Тогда можно утверждать, что вода в луже переохлаждена.
Решающим моментом в обнаружении переохлаждения жидкости является измерение её температуры. Можно много раз наблюдать замерзание воды и даже установить, что каждый раз она замерзает по-разному, но так и не прийти к выводу, что вода может находиться в переохлаждённом состоянии. Переохлаждение воды было открыто изобретателем ртутного термометра Д. Фаренгейтом (1721).
Величину (меру) переохлаждения жидкости характеризуют разностью температур ΔT = T0 — T. Создав определённые условия, главным образом, не допустив образования кристалликов на инородных твёрдых поверхностях, можно достичь значительных переохлаждений жидкости — десятки и даже сотни градусов. Но и в обычных условиях ПЖ — явление ординарное. Воду на морозе, например, легко переохладить на 10 градусов. В отличие от ПЖ получить перегретый кристалл практически невозможно. Поэтому в подавляющем большинстве случаев за величину T0 какого-либо вещества принимают его температуру плавления.

## Почему существует ПЖ
Вопросом, почему переход от жидкой фазы к кристаллической при T < T0 происходит с задержкой во времени, занимается наука о зарождении и росте кристаллов из расплава. Согласно этой науке затвердевание ПЖ не начнётся до тех пор, пока в объёме жидкости (гомогенно) или на поверхности твёрдого тела, контактирующего с жидкостью (гетерогенно), не возникнет хотя бы один центр кристаллизации — самопроизвольно увеличивающийся в размерах кристаллический зародыш. На появление последнего, если, конечно, он не введён в расплав искусственно, и уходит время.
Гомогенное зарождение кристаллов изучают в экспериментах с каплями, нанесёнными на подложку с заданной температурой T (< T0). При этом расплав не должен смачивать подложку. Пока капля жидкая, она блестит; как только начинает затвердевать, практически мгновенно тускнеет. Условия эксперимента легко подобрать таким образом, чтобы время, в течение которого капля остаётся жидкой, составило десятки или сотни секунд. Простое наблюдение за каплей и использование секундомера делают эксперимент чрезвычайно простым и надёжным. Установлено, что время появления первого центра кристаллизации в переохлаждённом расплаве хорошо согласуется с теорией гетерофазных флуктуаций.
Для затвердевания расплава даже при наличии центров кристаллизации всё равно необходимо (хоть и небольшое, < 0,1 °C) переохлаждение. Поэтому утверждение, что ПЖ получается из обычной жидкости путём её охлаждения при отсутствии центров кристаллизации, в общем случае неверное.

## Направленная кристаллизация
Важным частным случаем затвердевания ПЖ является рост монокристалла (часто называемого просто кристаллом), когда расплав затвердевает от одного единственного зародыша, а жидкая и твёрдая фазы разделены односвязной поверхностью — границей раздела фаз (ГРФ). Когда кристаллический зародыш вводят в расплав искусственно, его называют затравкой. При росте монокристалла ГРФ движется направленно; отсюда и термин «направленная кристаллизация».
В зависимости от того, нагревают вещество или охлаждают, ГРФ может двигаться в сторону кристалла или в сторону расплава. В последнем случае ГРФ называют фронтом кристаллизации (ФК). От морфологии (структуры) ФК в значительной степени зависит качество выращиваемого кристалла. Экспериментально установлено, что качество кристалла резко ухудшается, когда первоначально гладкий ФК приобретает ячеистую структуру.
Скорость перемещения ГРФ в сторону расплава называется скоростью кристаллизации. Скорость кристаллизации является важной характеристикой кристаллического роста. Её величиной можно управлять в широких пределах и с большой точностью, влияя тем самым на структуру ФК.
На практике направленную кристаллизацию осуществляют в так называемых ростовых печах. Ростовая печь имеет, как минимум, две характерные зоны: зону нагрева, где исходную заготовку (или шихту в тигле) частично или полностью расплавляют, и зону охлаждения, куда кристалл что называется «вытягивают». При этом в системе кристалл-расплав создаётся необходимое для направленной кристаллизации градиентное температурное поле.
Градиент температуры в области ГРФ также является важным параметром направленной кристаллизации. Его величиной, хотя и в меньшей степени по сравнению со скоростью кристаллизации, можно управлять, оказывая влияние на конечный результат — качество кристалла.

## Бинарный расплав
Определение ПЖ, приведённое выше, строго говоря, относится к случаю чистого вещества. Однако чистое вещество — такой же идеализированный объект, как и всякая модель, отвечающая реальности лишь в известных пределах. На самом деле, в жидкости всегда растворено некоторое количество посторонних веществ — примесей (ликвационные включения).
Чаще всего кристаллы растят из расплава (растворителя) с содержанием примесей не более 1 %. Такой расплав называют разбавленным. Частицы (атомы или молекулы) примесного вещества в разбавленном расплаве отстоят друг от друга на значительном удалении, поэтому взаимодействие между ними пренебрежимо мало. Внешне это проявляется в том, что мера какого-либо свойства, связанного с присутствием примеси в расплаве, пропорциональна концентрации примеси.
Понять, как примеси влияют на затвердевание жидкости, помогает другой модельный объект — бинарный расплав. С точки зрения ростовых проблем разумность такого подхода, когда реальный (многокомпонентный) расплав рассматривают как бинарный, обусловлена тем, что при наличии в расплаве нескольких примесных веществ одно из них, как правило, оказывается наиболее «вредным». Нередко на такую примесь приходится обращать внимание даже тогда, когда её в расплаве значительно меньше остальных примесей.

## Диаграммы двойных систем
Огромную роль в практическом решении проблемы затвердевания бинарного расплава играют диаграммы состояния двойных систем – графики зависимости температур фазовых превращений от состава, отображающие области температур и составов, в которых отдельные фазы или их смеси находятся в равновесии друг с другом. Несмотря на то, что кристаллизация расплава – процесс неравновесный, отклонения от равновесия при росте кристаллов, особенно совершенных, незначительны, и использование диаграмм состояния в этом случае оправданно и эффективно.
Диаграмма состояния двойной системы в целом может представлять собой довольно сложное нагромождение линий. Но в области точки затвердевания чистого растворителя, а это случай малых концентраций примеси, она упрощается до изображения двух линий: ликвидуса и солидуса. Для разбавленных растворов эти лини можно считать прямыми.
Первая из них является графиком зависимости температуры начала затвердевания жидкого раствора, – температуры ликвидуса TL, – от концентрации примеси C. Наклон линии ликвидуса m также входит в число параметров, от которых зависит характер направленной кристаллизации, но в отличие от скорости кристаллизации и градиента температуры он не управляем, так как задаётся диаграммой состояния.
Линия солидуса аналогична линии ликвидуса, только здесь аргументу C ставится в соответствие температура солидуса TS – температура начала плавления твёрдого раствора. Эта линия в совокупности с линией ликвидуса позволяет определить ещё один важный параметр направленной кристаллизации бинарного расплава – коэффициент распределения примеси k.

## Коэффициент распределения примеси
Название коэффициента происходит от того, что при равновесии фаз примесь между твёрдой и жидкой фазами распределяется по закону CS/CL = k, где CS и CL – соответственно концентрации примеси в кристалле и расплаве. Значения CS и CL находят из диаграммы состояния по точкам пересечения изотермы (горизонтали T = const) с линиями солидуса и ликвидуса.
Одни примеси повышают температуру затвердевания жидкости (m > 0), другие понижают её (m < 0); для первых k > 1, для вторых k < 1. Величину k называют ещё коэффициентом захвата примеси. Объясняется это тем, что при перемещении ФК кристаллом захватывается только k-я часть примеси от того её количества, которое остаётся в расплаве в непосредственной близости от ФК.
При k > 1 расплав перед ФК обедняется примесью, при k < 1 – насыщается ею. В обоих случаях происходит перераспределение примеси в расплаве. Если до начала кристаллизации концентрация примеси в расплаве составляла C0, то после включения механизма вытягивания кристалла концентрация примеси перед ФК достигает значения ~C0/k.
Для примесей, увеличивающих температуру затвердевания, значение k не превышает нескольких единиц, и перепад концентраций CS и CL  на ФК невелик. Но для примесей, которые понижают величину T0, такой перепад может составлять несколько порядков. Этот, довольно распространённый, случай легко распознаётся по отсутствию на диаграмме состояния линии солидуса: она практически сливается с осью температур.
Кристаллизация расплава, содержащего примесь, которая плохо растворяется в твёрдой фазе (k → 0), большей частью заканчивается образованием в кристалле своеобразных дефектов – примесных полос. Они возникают вследствие чередующегося друг за другом накопления примеси перед ФК и последующего скачкообразного её захвата твёрдой фазой. Самым радикальным способом, предотвращающим появление примесных полос в кристалле, является очистка исходной шихты от примесей и в первую очередь от примесей с малым коэффициентом распределения.
Эти полосы называют ещё поперечными, так как расположены они перпендикулярно оси роста и по форме совпадают с ФК. Ярким примером таких полос в естественных кристаллах является узор на шлифе агата.

## Переохлаждённый жидкий раствор
Поскольку переохлаждаться могут и жидкие растворы, понятие переохлаждённая жидкость требует уточнения. Если под температурой затвердевания раствора TC подразумевать температуру ликвидуса TL, то в определении ПЖ ничего не изменится.
Исходя из определения ПЖ, можно предложить два способа, с помощью которых жидкость можно переохладить при заданном давлении. Первый из них, обычный, состоит в том, что температуру жидкости понижают до значений ниже точки затвердевания. Во втором способе температура жидкости остаётся неизменной, а переохлаждение возникает из-за повышения величины TC. Как следует из учения о диаграммах состояния, повысить температуру затвердевания жидкости можно, изменив её примесный состав.
Именно вторым, необычным способом расплав переохлаждается в пределах зоны КП при направленной кристаллизации. Однако “примесный” аспект переохлаждения жидкости можно рассматривать и вне всякой связи с выращиванием кристаллов.
Так, согласно диаграмме состояния системы олово-сурьма (Sn-Sb)  добавление небольшого количества сурьмы в олово повышает температуру затвердевания расплава (температуру ликвидуса) примерно на 2.5 °C в расчёте на один весовой процент сурьмы [m = 2.5 град/%(вес.)]. Тогда нагретый до 237 °C расплав олова, что на 5 градусов выше его точки затвердевания, можно, в принципе, переохладить на 5 градусов путём растворения в нём 4 % (вес.) сурьмы. Проблема будет состоять лишь в том, удастся ли растворить сурьму в расплаве раньше, чем он затвердеет.
В качестве примера “примесно” переохлаждённого бинарного раствора с отрицательным наклоном линии ликвидуса можно привести оксид алюминия с примесью оксида железа (Al2O3-Fe2O3) . Для этой системы m = –6 град//%(вес.). Оксид железа по отношению к оксиду алюминия является летучей примесью . Поэтому по мере выдержки расплава при постоянной температуре в вакууме их смесь будет обедняться железом, температура затвердевания расплава будет расти и в некоторый момент может превысить его фактическую температуру.
Таким образом, то, что называют концентрационным переохлаждением, является лишь частным случаем более общего эффекта, когда инверсия температур – превышение температуры затвердевания расплава над фактической его температурой – достигается не понижением температуры, а изменением концентрации примеси.

## Роль диффузии
Нетрудно сообразить, что достичь переохлаждённого состояния вторым способом можно только за счёт диффузии примеси в расплаве. Попытки изменить примесный состав расплава, например, путём его механического перемешивания или встряски наверняка приведут к устранению переохлаждения.
Примесь поступает в расплав (или выводится из него) через его границу. В приведённых выше примерах это была свободная поверхность расплава. В случае с направленной кристаллизацией такой поверхностью является ГРФ.
Поступление примеси в расплав (или её уход из расплава) приводит к неоднородному и нестационарному распределению температуры затвердевания. Трудности в измерении такого распределения заставляют прибегать к его расчёту путём решения задачи о диффузии примеси в расплаве и использования диаграммы состояния.
Представление о том, насколько медленны диффузионные процессы, можно получить, используя соотношение r2~Dτ, вытекающее из известной формулы Эйнштейна для одномерных блужданий атомов в кристаллической решетке . Здесь D – коэффициент диффузии,r – характерный размер области, в которой протекает диффузия, а τ – характерное для этого процесса время. Величину τ грубо можно представить как время, в течение которого распределение примеси в указанной области меняется заметным образом. Легко подсчитать, что при r=1 см и D=10−5 см2/с (типичное значение для расплавов металлов) характерное время составит 105 с (около 28 часов!). Вот почему при приготовлении жидких смесей их тщательно перемешивают, не уповая на диффузию.
По сравнению с жидкой фазой диффузия в кристаллах протекает на несколько порядков медленнее. По этой причине при рассмотрении массопереноса в системе кристалл-расплав диффузией примеси в кристалле почти всегда пренебрегают.
Массоперенос за счёт диффузии аналогичен теплопереносу за счёт теплопроводности. Если количественной характеристикой скорости первого процесса является коэффициент диффузии, то аналогом такой характеристики для второго процесса служит коэффициент температуропроводности, который можно рассчитать по формуле a = λ/(cpρ), где λ – коэффициент теплопроводности, cp – удельная теплоёмкость при постоянном давлении, ρ – плотность среды, в которой распространяется тепло.
Анализ процессов переноса в жидкой среде показывает, что скорость распространения тепла в ней за счёт теплопроводности превышает скорость диффузии на 2-3 порядка. Так, для расплава оксида алюминия a = 4.8∙10−3 см2/с . Для жидких металлов вследствие их высокой теплопроводности значение a~10−2 см2/с. Условие D<<a – факт, широко используемый при моделировании процессов затвердевания бинарного расплава. Например, часто в расчёт не принимают выделение скрытой теплоты кристаллизации, полагая, что в твёрдую фазу она отводится мгновенно.

## Ячеистый рост кристалла
Почему же о переохлаждении второго типа говорят исключительно в связи с направленной кристаллизацией? Ответить на этот вопрос проще, если рассмотреть сначала особенности направленной кристаллизации при обычном переохлаждении расплава.
Кристаллизовать расплав направленно можно двояким образом в зависимости от того, куда отводится скрытая теплота кристаллизации: в твёрдую фазу или жидкую. Расстояния всегда отсчитывают в сторону расплава, поэтому в первом случае градиент температуры вблизи ФК положителен, во втором – отрицателен. Распределение температуры с отрицательным температурным градиентом в системе кристалл-расплав возникает, например, когда в первые моменты после резкого отключения ростовой печи расплав остывает быстрее, чем кристалл.
При положительном температурном градиенте выступ, случайно образовавшийся на плоском ФК, тут же начинает таять, так как его вершина попадает в более нагретую область расплава. При отрицательном градиенте наоборот – вершина случайно возникшего выступа попадает в область переохлаждения, где условия для затвердевания более благоприятны, и выступ спонтанно начинает расти. Появление одного растущего выступа влечёт за собой появление другого и т. д. Наконец, они выстраиваются в некую пространственную структуру, напоминающую пчелиные ячейки-соты . Период такой структуры, по своей красоте не уступающей знаменитым ячейкам Бенара, обычно составляет несколько десятков мкм.
Образование ячеек на ФК при отрицательном градиенте температуры можно объяснить стремлением системы кристалл-расплав поскорее избавиться от неустойчивого состояния, вызванного обычным переохлаждением расплава. В то же время, обнаружено, что при определённых условиях ФК приобретает ячеистую структуру даже при положительном градиенте температуры. Попытки объяснить этот феномен и привели к представлениям о концентрационном переохлаждении.

## Модель направленной кристаллизации
Чтобы понять, как возникает зона КП, достаточно воспользоваться простейшей моделью затвердевания бинарного расплава . Модель, как и отвечающая ей математическая задача, одномерна, стационарна и содержит шесть входных параметров: k – коэффициент распределения примеси, m – наклон линии ликвидуса, D – коэффициент диффузии примеси в расплаве, C0 – начальная концентрация примеси в расплаве, V – скорость кристаллизации, G – градиент температуры.
Одно из допущений, лежащих в основе указанной модели, состоит в том, что примесь при направленной кристаллизации распределяется в расплаве только за счет диффузии. Пространственной мерой в этом случае может служить характерный размер области диффузии примеси в расплаве D/V. При выращивании кристаллов из расплава V ~ 10−5-10−3 см/с, следовательно, величина D/V ~ 10−2-1 см.
На практике из-за неоднородного нагрева заготовки ГРФ всегда имеет некий радиус кривизны. Одномерный же подход к проблеме тепло-массопереноса при направленной кристаллизации оправдан тем, что характерный размер диффузионной зоны существенно меньше радиуса кривизны ГРФ. С другой стороны, величина D/V значительно превышает размер ячеек, которые возникают на ФК при переходе к ячеистому росту. Поэтому применение одномерной модели затвердевания ограничено условиями, при которых ФК остаётся ещё гладким.

## Стационарный режим кристаллизации
Если в ростовую печь поместить достаточно протяженную заготовку, частично расплавить её и потянуть в холодную зону с некоторой постоянной скоростью W, то по истечении некоторого времени картина в области ФК долгое время будет оставаться неизменной. Такой режим кристаллизации называется стационарным. В общем случае скорость кристаллизации может заметно отличаться от скорости вытягивания кристалла, но в стационарном режиме V = W.
За положением ФК наблюдают (конечно, когда это возможно) через смотровое окошко ростовой печи. Через это окошко ФК в стационарном режиме выглядит неподвижным, сама же кристаллизация воспринимается так, как будто расплав втекает в межфазную границу и вытекает с другой её стороны уже в виде кристалла. Ситуация напоминает эпизод из известной сказки о Сивке-Бурке.
Стационарность затвердевания означает, что концентрация примеси в расплаве C на любом расстоянии x от ФК не зависит от времени. Уловка же при расчете распределения примеси в кристаллизующемся расплаве, C(x), состоит в том, что диффузию примеси рассматривают не в неподвижном расплаве, а движущемся в сторону неподвижной ГРФ со скоростью V, используя тем самым систему координат, связанную с межфазной границей.

## Задача о диффузии
Привязка начала координат к положению ГРФ и предположение о стационарности позволяют существенно упростить задачу о диффузии примеси в кристаллизующемся расплаве, а именно перейти от уравнения в частных производных, DCxx=Ct, к обыкновенному дифференциальному уравнению с постоянными коэффициентами, DCxx+VCx=0. Индексами здесь обозначены производные C по координате x и времени t.
Общее решение последнего уравнения имеет очень простой вид: C (x)=A1+A2exp (–xV/D). Конкретное распределение примеси в расплаве (частное решение) можно получить, сделав дополнительные предположения о поведении функции C (x) на границах её области определения.
В принятой модели предполагается, что протяженность расплавленной части образца в направлении оси роста (оси  x) гораздо больше характерного расстояния D/V. Из экспоненциального характера функции C (x) следует, что на нескольких характерных расстояниях от ГРФ концентрация примеси в расплаве практически не будет отличаться от исходной концентрации C0. Тогда за область определения функции C (x) можно принять полубесконечный промежуток расстояний: 0 ≤ x < ∞, а одно из граничных условий будет выглядеть как C(∞)=C0. Откуда A1=C0.
Второе граничное условие (при x = 0) можно получить из условия сохранения примеси на ГРФ. Оно связывает количество примеси V (k–1)C (0), не захваченное кристаллом, с её количеством DCx(0), которое отводится в расплав (при k<1) или доставляется из его объёма (при k>1) путём диффузии. Однако в задаче, отвечающей простейшей модели, граничное условие в нуле можно заменить равенством: C(0) =C0/k.
В стационарном режиме кристаллом захватывается ровно столько примеси, сколько её было в расплаве изначально. А так как предполагается, что плотности твёрдой и жидкой фаз равны друг другу, то концентрация примеси в кристалле CS = C0, из чего и следует приведенное выше выражение для C(0). Используя второе граничное условие, легко определить, что A2=C0(1–k)/k.

## Градиент температуры
Простейшая модель затвердевания бинарного расплава базируется ещё на одном существенном допущении: температурное поле в системе кристалл-расплав задается в виде линейной функции от координаты:  T(x)=T(0)+Gx, где T(0) – температура на ГРФ.
Константа G является типично модельным параметром. Понятно, что в реальной системе градиент температуры является функцией координат. Так, ввиду различия в теплопроводностях твёрдой и жидкой фаз градиенты температуры по разные стороны ФК отличаются друг от друга. Но учёт этого обстоятельства не ведёт к принципиально новым результатам. Как не существенными оказываются особенности распределения температуры за пределами некоторой области, охватывающей ГРФ и простирающейся по обе её стороны на несколько характерных расстояний D/V.
В то же время, конструкция ростовой печи, режимы её эксплуатации существенно сказываются на величине градиента температуры в области ГРФ. И все это заключено в параметре G.

## Возникновение зоны КП
Зная распределение примеси C(x) и температуры T(x) в расплаве, легко определить, переохлажден ли он и на каком участке. Если в уравнение линии ликвидуса, TL=T0 -mC, подставить распределение примеси в расплаве, получится распределение температуры затвердевания: Tc(x)=T0-'mC(x). Очевидно, информация о состоянии расплава относительно его переохлаждения будет содержаться в разности температур
ΔT(x)=Tc(x)–T(x). Так как T(0)=T0-'mC0/k, то ΔT(x)=m(k–1)(C0/k)[1–exp(–xV/D)]–Gx .
Найденный результат гораздо удобнее анализировать, если его представить в безразмерных величинах. Расстояние можно измерять не в см, а в характерных длинах DV. Тогда размерная координата x преобразуется в величину zD/V, где координата z будет уже безразмерной. Если T разделить на m(k – 1)C0/k, а затем сместить на 1/(k–1), получатся две безразмерные величины: температура затвердевания Θc(z)=1–e–z и истинная температура расплава Θ(z)=Bz, где B=kGD/((k–1)mVC0). Разность же температур примет вид:
ΔΘ(z)=1–e–z–Bz
В итоге, задача из многопараметрической превращается в однопараметрическую (с параметром B), а тест на КП сводится к сравнению величин Θc(z) и Θ(z) на полуоси z>0. Такое сравнение нагляднее всего провести графически. Поскольку вблизи начала координат 1–e–z≈z, наклон линии Θc(z) монотонно уменьшается от 1 до 0. Наклон же линии Θ(z) постоянен и равен B. Поэтому при B>1 для всех значений z (>0) график Θ(z) проходит выше графика Θc(z): переохлаждение отсутствует. Напротив, при B<1, начиная с области вблизи нуля и вплоть до некоего значения z=zc (определяемого как второй корень уравнения 1–e–z–Bz=0), наблюдается инверсия температур: Θ(z)<Θc(z), свидетельствующая о переохлаждении. Интервал 0<z<zc и является зоной КП.

## Критерий  КП
Количественное описание направленной кристаллизации бинарного расплава с использованием простейшей модели приводит к очень важному для практики выращивания кристаллов из расплава результату – критерию КП. Суть этого критерия проще понять, если из предельного соотношения B=1 выразить критическую скорость кристаллизации: Vc=kGD/((k–1)mC0).
Тогда нежелательного переохлаждения расплава, каковым является КП, можно избежать, если не преступать некоего предела по скорости кристаллизации (Vc); поднять же этот предел можно, либо повышая градиент температуры на межфазной границе (G), либо понижая содержание примесей в шихте для выращивания (C0). Руководствуясь этим правилом, в сущности, и уходят от ячеистого роста кристаллов.
Очевидно, перемешивание расплава должно способствовать устранению его переохлаждения. Однако даже при интенсивном механическом перемешивании вблизи межфазной границы существует неподвижный слой расплава толщиной ~10−3 см . При слабом перемешивании, например, при естественной конвекции, толщина неподвижного слоя может достигать 10−1 см. Так что принцип предотвращения ячеистого роста остается прежним.
Приведенная выше задача о диффузии примеси в кристаллизующемся расплаве легко обобщается на случай, когда диффузионный слой имеет ограниченные размеры. В этом случае условие на удаленной от фронта границе выглядит как C(δ)=C0. При δ→0 критическая скорость кристаллизации стремится к Vc/k. Таким образом, перемешивание расплава как средство от КП весьма эффективно при k<<1.

## Перспективы развития науки о КП
Многочисленные эксперименты показали, что зависимость Vc~G/C0, в целом, соблюдается. Тем не менее, есть основания полагать, что гладкая поверхность раздела превращается в ячеистую границу при скорости кристаллизации, отличной от той, при которой в расплаве появляется зона КП.
Во-первых, учёт поверхностного натяжения расплава на границе с собственным кристаллом показывает, что плоский фронт становится неустойчивым при скорости кристаллизации Vc1, превышающей значение Vc . И судя по оценкам, интервал скоростей Vc<V< Vc1 может быть довольно ощутимым .
Во-вторых, по аналогии с обычным переохлаждением можно предположить, что даже при достижении скорости кристаллизации значения Vc1 гладкий фронт становится ячеистым не сразу, а с некоторой задержкой во времени. Чтобы проверить это предположение, необходим совершенно другой подход к измерению величины Vc. Ведь до сих пор о КП судят по ячейкам роста. Когда их нет, проблемы КП как бы и не существует.
В этой связи перспективными являются исследования поведения границы раздела кристалл-расплав в нестационарных процессах кристаллизации . Установлено, например, что когда скорость вытягивания кристалла из бинарного расплава (W=const) в начальном переходном процессе не превышает скорость, при которой в расплаве появляется зона КП (Vc), скорость кристаллизации растет монотонно от нуля до своего предельного значения W.
Напротив, при W>Vc зависимость скорости кристаллизации от времени в начальном переходном процессе ведёт себя не монотонно, в частности, может совершать затухающие колебания, причём амплитуда этих колебаний весьма чувствительна к величине W/Vc. Следовательно, наблюдая за ФК, информацию о КП можно получать в режиме реального времени, а главное – в количественной форме.